# Pablo Míguez
Pablo Nicolás Míguez Farre (Montevideo, 19 giugno 1987) è un calciatore uruguaiano, centrocampista del Carlos A. Mannucci.

## Carriera
Ha giocato nella massima serie dei campionati uruguaiano, argentino, peruviano e messicano.

## Palmares

### Club

#### Competizioni nazionali
- Campionato peruviano: 1

Alianza Lima: 2021